# Dondon (ort)
Dondon är en ort i Haiti.   Den ligger i departementet Nord, i den norra delen av landet, 110 km norr om huvudstaden Port-au-Prince. Dondon ligger 420 meter över havet och antalet invånare är 5 029.
Terrängen runt Dondon är kuperad. Runt Dondon är det ganska tätbefolkat, med 230 invånare per kvadratkilometer. Närmaste större samhälle är Saint-Raphaël, 10,7 km söder om Dondon. Omgivningarna runt Dondon är en mosaik av jordbruksmark och naturlig växtlighet.